# Lemonade (сингл Gucci Mane)
«Lemonade» — третій сингл американського репера Gucci Mane з його шостого студійного альбому The State vs. Radric Davis. У пісні йде мова про отримання прибутків від незаконного продажу лимонаду з кодеїном (лін), який аритст описує жовтим, лимонним кольором:
I'm truly stupid paid that's just how I feel today,

I'm movin' slow 'cause codeine syrup's in my lemonade

I'm standin' in the shade and I'm sellin' lemonade

600 a pint, the goin' rate off in the A…
 Як семпл використано «Keep It Warm» комедійного дуету Flo & Eddie з платівки Moving Targets (1976), приспів виконують діти. Кадр з кліпу можна помітити на обкладинці мікстепу Burrrprint (2) HD.

## Ремікс
Офіційний ремікс записано з участю Trey Songz, Fabolous та Нікі Мінаж. Куплети двох останніх узято з пісні Fabolous «For the Money». Для реміксу вирізали 4 останніх рядків Нікі з 16. Свої фрістайли оприлюднили: Bun B, Yelawolf, Curren$y, K.i.D, Big Sean, Tyler, The Creator, Ерл Світшерт, Екшн Бронсон, Stat Quo, Астон Мартон, Джоелл Ортіз, T-Beats.

## Чартові позиції
| Чарт (2009)                          | Найвища позиція |
| ------------------------------------ | --------------- |
| US Billboard Hot 100                 | 53              |
| US Hot R&B/Hip-Hop Songs (Billboard) | 15              |
| US Rap Songs (Billboard)             | 8               |